# Plocama macrantha
Plocama macrantha är en måreväxtart som först beskrevs av Ethelbert Blatter och F. Hallberg, och fick sitt nu gällande namn av Maria Backlund och Mats Thulin. Plocama macrantha ingår i släktet Plocama och familjen måreväxter. Inga underarter finns listade i Catalogue of Life.